# Список лидеров кинопроката США 2021 года
Список лидеров кинопроката США 2021 года содержит аннотированное перечисление фильмов, которые занимали первое место в США по итогам сборов каждой из недель 2021 года.

## Список
Указаны сборы в кинопрокате за одну текущую неделю.
| #  | Дата             | Фильм                                    | Сборы        | Примечания |
| -- | ---------------- | ---------------------------------------- | ------------ | --- |
| 1  | 3 января 2021    | Чудо-женщина 1984                        | $5 429 210   | |
| 2  | 10 января 2021   | Чудо-женщина 1984                        | $2 960 015   | |
| 3  | 17 января 2021   | Заступник                                | $3 104 204   | |
| 4  | 24 января 2021   | Заступник                                | $2 028 944   | |
| 5  | 31 января 2021   | Дьявол в деталях                         | $4 705 527   | Одновременно выпущен на HBO Max. |
| 6  | 7 февраля 2021   | Дьявол в деталях                         | $2 051 189   | |
| 7  | 14 февраля 2021  | Семейка Крудс 2: Новоселье               | $2 079 825   | «Семейка Крудс 2: Новоселье» вернул себе лидерство в двенадцатый уик-энд после восьми выходных подряд не на первом месте, что сделало его первым фильмом со времён «Титаника», который возглавил бокс-офис в двенадцатый уик-энд. Он также стал первым фильмом со времён «Довода», который лидировал по кассовым сборам в течение четырёх выходных, а также первым фильмом после «Джуманджи: Зов джунглей», который лидировал по кассовым сборам в течение четырёх непоследовательных выходных.                                 |
| 8  | 21 февраля 2021  | Семейка Крудс 2: Новоселье               | $1 718 455   | «Семейка Крудс 2: Новоселье» стал первым фильмом после «Титаника», который стал лидером кассовых сборов в тринадцатый уик-энд. Он также стала первым фильмом со времен «Довода», который возглавлял бокс-офис в течение пяти выходных, а также первым фильмом после «Форреста Гампа», который лидировал по кассовым сборам в течение пяти непоследовательных выходных. |
| 9  | 28 февраля 2021  | Том и Джерри                             | $14 112 629  | Одновременно вышел на HBO Max. |
| 10 | 7 марта 2021     | Райя и последний дракон                  | $8 502 498   | Одновременно выпущен на Disney+. |
| 11 | 14 марта 2021    | Райя и последний дракон                  | $5 706 633   | В эти выходные «Аватар» (2,83 миллиарда долларов) превзошёл «Мстителей: Финал» (2,79 миллиарда долларов) и стал самым кассовым фильмом в мире за всё время после его переиздания в Китае. |
| 12 | 21 марта 2021    | Райя и последний дракон                  | $5 129 473   | «Райя и последний дракон» стал первым фильмом 2021 года, который лидировал по кассовым сборам три уик-энда подряд. |
| 13 | 28 марта 2021    | Никто                                    | $6 820 100   | |
| 14 | 4 апреля 2021    | Годзилла против Конга                    | $31 625 971  | Одновременно выпущен на HBO Max. |
| 15 | 11 апреля 2021   | Годзилла против Конга                    | $13 882 474  | |
| 16 | 18 апреля 2021   | Годзилла против Конга                    | $7 847 227   | |
| 17 | 25 апреля 2021   | Мортал Комбат                            | $23 302 503  | Одновременно выпущен на HBO Max. Аниме «Истребитель демонов: Поезд «Бесконечный», занявший второе место и заработавший 21,2 миллиона долларов в первый уик-энд, побил рекорд «Героя» (18 миллиона долларов) как самый кассовый дебютный уик-энд фильма на иностранном языке. |
| 18 | 2 мая 2021       | Истребитель демонов: Поезд «Бесконечный» | $6 480 721   | «Истребитель демонов: Поезд «Бесконечный» занял первое место во второй уик-энд после выпуска. Он также стал первым фильмом на иностранном языке со времен «Героя», а также первым японским анимационным фильмом со времен аниме «Покемон: Фильм первый», который занял первое место в прокате. |
| 19 | 9 мая 2021       | Гнев человеческий                        | $8 309 007   | |
| 20 | 16 мая 2021      | Пила: Спираль                            | $8 750 034   | |
| 21 | 23 мая 2021      | Пила: Спираль                            | $4 595 320   | |
| 22 | 30 мая 2021      | Тихое место 2                            | $47 547 231  | |
| 23 | 6 июня 2021      | Заклятие 3: По воле дьявола              | $24 104 332  | Одновременно выпущен на HBO Max. |
| 24 | 13 июня 2021     | Тихое место 2                            | $12 012 263  | «Тихое место 2» заняло первое место в третий уик-энд после выпуска. В эти выходные он также стал первым фильмом после локдауна, связанного с COVID-19 в Северной Америке, который перешёл рубеж в 100 миллионов долларов в домашнем прокате. |
| 25 | 20 июня 2021     | Телохранитель жены киллера               | $11 397 820  | |
| 26 | 27 июня 2021     | Форсаж 9                                 | $70 043 165  | |
| 27 | 4 июля 2021      | Форсаж 9                                 | $23 008 860  | |
| 28 | 11 июля 2021     | Чёрная вдова                             | $80 366 312  | Одновременно выпущен на Disney+. |
| 29 | 18 июля 2021     | Космический джем: Новое поколение        | $31 053 362  | Одновременно выпущен на HBO Max. «Космический джем: новое поколение» побил рекорд «Космического джема» (27,5 миллиона долларов) как самый успешный дебютный уик-энд фильма о баскетболе. |
| 30 | 25 июля 2021     | Время                                    | $16 854 735  | |
| 31 | 1 августа 2021   | Круиз по джунглям                        | $35 018 731  | Одновременно выпущен на Disney+. |
| 32 | 8 августа 2021   | Отряд самоубийц: Миссия навылет          | $26 205 415  | Одновременно выпущен на HBO Max. |
| 33 | 15 августа 2021  | Главный герой                            | $28 365 416  | |
| 34 | 22 августа 2021  | Главный герой                            | $18 504 022  | |
| 35 | 29 августа 2021  | Кэндимен                                 | $22 001 750  | Режиссер «Кэндимена» Ниа Дакоста стала первой чернокожей женщиной-режиссёром, возглавившей домашний бокс-офис. |
| 36 | 5 сентября 2021  | Шан-Чи и легенда десяти колец            | $75 388 688  | «Шан-Чи и легенда десяти колец» побил рекорд «Хэллоуина 2007» (26,3 миллиона долларов) как самый успешный дебют на выходные в День труда. |
| 37 | 12 сентября 2021 | Шан-Чи и легенда десяти колец            | $34 701 070  | |
| 38 | 19 сентября 2021 | Шан-Чи и легенда десяти колец            | $21 670 751  | |
| 39 | 26 сентября 2021 | Шан-Чи и легенда десяти колец            | $13 031 411  | «Шан-Чи и легенда десяти колец» стал первым фильмом со времен «Довода», который лидировал по кассовым сборам четыре уик-энда подряд. По итогам недели он также стал первым фильмом после локдауна, связанного с COVID-19 в Северной Америке, который перешагнул рубеж в 200 миллионов долларов в домашнем прокате. |
| 40 | 3 октября 2021   | Веном 2                                  | $90 033 210  | |
| 41 | 10 октября 2021  | Не время умирать                         | $55 225 007  | |
| 42 | 17 октября 2021  | Хэллоуин убивает                         | $49 404 980  | Одновременно выпущен на Peacock. |
| 43 | 24 октября 2021  | Дюна                                     | $41 011 174  | Одновременно выпущен на HBO Max. |
| 44 | 31 октября 2021  | Дюна                                     | $15 413 486  | |
| 45 | 7 ноября 2021    | Вечные                                   | $71 297 219  | |
| 46 | 14 ноября 2021   | Вечные                                   | $26 850 128  | |
| 47 | 21 ноября 2021   | Охотники за привидениями: Наследники     | $44 008 406  | |
| 48 | 28 ноября 2021   | Энканто                                  | $27 206 494  | |
| 49 | 5 декабря 2021   | Энканто                                  | $13 147 618  | |
| 50 | 12 декабря 2021  | Вестсайдская история                     | $10 574 618  | |
| 51 | 19 декабря 2021  | Человек-паук: Нет пути домой             | $260 138 569 | «Человек-паук: Нет пути домой» побил рекорд «Чёрной пантеры» (202 миллиона долларов) как самый кассовый дебютный уик-энд фильма в кинематографической вселенной Marvel, за исключением фильмов «Мстители». Он также побил рекорды «Звездных войн: Пробуждение силы» (247,9 миллиона долларов) как самый кассовый дебютный уик-энд в декабре и в праздничный сезон. Это был первый фильм периода пандемии COVID-19, собравший более 100 и 200 миллионов долларов за один уик-энд, и самый кассовый дебютный уик-энд в 2021 году. |
| 52 | 26 декабря 2021  | Человек-паук: Нет пути домой             | $84 548 505  | В эти выходные «Человек-паук: Нет пути домой» стал первым фильмом периода пандемии COVID-19, собравшим во всём мире 1 миллиард долларов. |
| 53 | 2 января 2022    | Человек-паук: Нет пути домой             | $56 023 590  | |

## Самые кассовые фильмы
Ниже представлен список десяти фильмов, собравших наибольшую кассу в США и Канаде за 2021 год.
| Место | Название                             | Дистрибьютор | Сборы, $    |
| ----- | ------------------------------------ | ------------ | ----------- |
| 1     | Человек-паук: Нет пути домой         | Sony         | 804 793 477 |
| 2     | Шан-Чи и легенда десяти колец        | Disney       | 224 543 292 |
| 3     | Веном 2                              | Sony         | 213 550 366 |
| 4     | Чёрная вдова                         | Disney       | 183 651 655 |
| 5     | Форсаж 9                             | Universal    | 173 005 945 |
| 6     | Вечные                               | Disney       | 164 870 234 |
| 7     | Зверопой 2                           | Universal    | 162 790 990 |
| 8     | Не время умирать                     | MGM          | 160 891 007 |
| 9     | Тихое место 2                        | Paramount    | 160 072 261 |
| 10    | Охотники за привидениями: Наследники | Sony         | 129 360 575 |